# Фицрой, Джон, 9-й герцог Графтон
Джон Чарльз Уильям Фицрой (англ. John Charles William FitzRoy; 1 августа 1914, Хендон, Мидлсекс, Англия, Великобритания — 4 августа 1936, Лимерик, Ирландия) — британский аристократ, 9-й герцог Графтон, 9-й граф Юстон, 10-й граф Арлингтон, 9-й виконт Ипсуич, 9-й барон Садбери, 10-й барон Арлингтон с 1930 года. До этого именовался достопочтенный Джон Фицрой  (1914—1918), носил титулы учтивости виконт Ипсуич (1918), граф Юстон (1918—1930).

## Биография
Джон Фицрой принадлежал к побочной ветви королевской династии Стюартов, первый представитель которой был бастардом короля Англии и Шотландии Карла II. Он родился 1 августа 1914 года в семье Уильяма Фицроя, виконта Ипсуича, сына 8-го герцога Графтона, и его первой жены Ориоль Маргаретты Бруэм.
После гибели отца и смерти прадеда в апреле и ноябре 1918 года соответственно Джон стал наследником семейных владений и титулов. Он окончил Тринити-колледж в Кембридже, где получил степень бакалавра искусств. В 1930 году, после смерти деда, Фицрой стал 9-м герцогом Графтоном. Он погиб 4 августа 1936 года в возрасте 22 лет, разбившись во время автогонок на Гран-при Лимерика в Ирландии.
Герцог не успел жениться и оставить потомство. Поэтому большая часть его титулов перешла к двоюродному дяде Чарльзу Фицрою, а титулы графа и барона Арлингтона оказались в состоянии ожидания: права на них принадлежат сёстрам Джона и их потомкам.